# Izobutén
Az izobutilén (más néven 2-metilpropén) a szénhidrogének közé tartozó szerves vegyület, képlete (CH3)2C=CH2. Négy szénatomos alkén (olefin), a butilén négy izomerjének egyike. Standard hőmérsékleten és nyomáson színtelen, gyúlékony, iparilag nagyon jelentős gáz.

## Előállítása
Polimer és kémiai minőségű izobutilént jellemzően terc-butil-alkohol (TBA) dehidratálásával vagy izobután katalitikus dehidrogénezésével (Catofin- vagy hasonló eljárással) nyernek. A benzinadalékként használt terc-butil-metil-étert (MTBE) és terc-butil-etil-étert (ETBE) rendre metanol, illetve etanol és izobutilén reakciójával állítják elő, ehhez az izobutilén származhat az olefin gőzkrakkolók vagy finomítók C4 gázfrakciójából, esetleg terc-butanol dehidratálásából. Az olefingyárak vagy finomítók C4 frakciójából nem szükséges elkülöníteni az izobutilént, egyszerűbb a termékként keletkező éterek elválasztása. Nagy tisztaságú izobutilén állítható elő az MTBE vagy ETBE magas hőmérsékleten végzett „visszakrakkolásával”, ekkor az izobutilént desztillációval választják el a reakció másik termékeként kapott, jóval magasabb forráspontú alkoholtól.
A neohexén diizobutilénből etenolízissel történő előállításának melléktermékeként is keletkezik:
(CH3)3C-CH=C(CH3)2  +  CH2=CH2  → (CH3)3C-CH=CH2 + (CH3)2C=CH2

## Felhasználása
Számos vegyipari termék előállításához felhasználják. Butánnal történő alkilezésével egy másik benzinadalékot, izooktánt eredményez (vagy az izobutilén dimerizációjával diizobutilént (DIB) nyernek, melyből hidrogénezéssel állítják elő az izooktánt). A metakrolein gyártásához is használnak izobutilént. Polimerizációjával butilkaucsuk (poliizobutilén, PIB) nyerhető. Fenolok izobutilénnel végzett Friedel–Crafts-alkilezésével antioxidánsok, például butil-hidroxitoluol (BHT) és butil-hidroxi-anizol (BHA) állítható elő.
A terc-butil-amint iparilag az izobutilén zeolit katalizátor mellett végzett aminálásával állítják elő:
NH3  +  CH2=C(CH3)2  →   H2NC(CH3)3

## Biztonságtechnikai információk
Rendkívül gyúlékony gáz.

## Fordítás
Ez a szócikk részben vagy egészben  az   Isobutylene című angol Wikipédia-szócikk ezen változatának fordításán alapul.  Az eredeti cikk szerkesztőit annak laptörténete sorolja fel. Ez a jelzés csupán a megfogalmazás eredetét és a szerzői jogokat jelzi, nem szolgál a cikkben szereplő információk forrásmegjelöléseként.